# Willem Mons
Willem Mons, auch Moens de La Croix, (* 1688; † 16. November 1724) war ein enger Vertrauter von Katharina I. von Russland, Ehefrau von Peter dem Großen. Seine Schwestern waren Anna Mons und Matrena Mons, seine Nichte Natalia Lopuchina. Sie waren deutschstämmig.
Mons war ab 1716 Verwalter der Güter der Zarengattin Katharina. Im Jahr 1724 wurde er kaiserlicher Kammerherr. Schon wenige Monate später wurde er unter dem Vorwurf der Korruption und Unterschlagung verhaftet und verhört. Er wurde zum Tode verurteilt und durch Enthauptung hingerichtet. Sein Kopf wurde konserviert und später in der Kunstkammer Sankt Petersburg ausgestellt. 